# Квайо (народ)
Квайо (квайо: Kwaio) — народ, проживающий в центральной части острова Малаита, Соломоновы Острова. По данным Ethnologue, В 1999 году их насчитывалось 13 249 человек. Многое из того, что известно о квайо, связано с работами антрополога Роджера Кизинга, который жил среди них с 1960-х годов.
Их основным традиционным видом экономической деятельности было натуральное земледелие растения таро, которое можно было выращивать и собирать непрерывно с помощью подсобного сельского хозяйства. Другие важные культуры включают ямс и бананы. Производство таро сильно пострадало в 1950-х годах и было заменено бататом — продуктом гораздо более низкого качества.
Поселение квайо традиционно состояло из очень маленьких поселений, расположенных близко друг к другу. Миссионерская деятельность, преимущественно в прибрежных районах, способствовала росту более крупных поселений.
Согласно устной традиции, земли были впервые расчищены 1200—2000 лет назад. Урочища, очищенные в это время, отмечены святилищами, и, по сути, являются установленными титулами для кланов, произошедших по наследству от этих предков. На практике другие потомки, не являющиеся агнатическими, имеют вторичные права на землю, которые могут быть усилены проживанием, особенно в детстве, и участием в делах потомственных групп. Поскольку люди могут иметь претензии в нескольких группах по происхождению, права на землю имеют некоторую степень гибкости.
Квайо были более стойкими в продолжении своих убеждений, чем другие соседние народы. Традиционная религия квайо — это форма поклонения предкам, которая признает право умершего вмешиваться в дела. Существуют строгие правила относительно табу (квайо: abu); их нарушение должно исправляться жертвами. Одним из примеров могущественной силы предков является Ла'ака, страх перед которым привёл к появлению движения Маасина Руру.
Народ квайо впервые познакомился с внешним миром в 1868 году, когда двоих мужчин вытащили из их каноэ. В течение короткого времени многие молодые люди квайо искали приключений и были доставлены на плантации сахарного тростника в Квинсленде и на Фиджи за их труд. Появление стали (пришедшей на смену грубым кремнёвым лезвиям) и огнестрельного оружия произвело революцию в образе жизни квайо, поскольку новые орудия труда значительно увеличили свободное время. В итоге обострилась междоусобица. Квайо также попытался отомстить за смерть тех, кто умер за границей. Этот народ заработал репутацию свирепой и опасной группы.
Усилия австралийского окружного офицера Уильяма Белла заключались в том, чтобы умиротворить район и создать средства для сбора подушного налога и капитулировать перед британским колониальным режимом. Во время пятого ежегодного сбора налогов в октябре 1927 года он был убит вместе с ещё одним белым человеком и 13 жителями Соломоновых Островов, находившимися под его опекой. Последовала массовая карательная акция, известная как резня в Малаите; по меньшей мере 60 человек были убиты и почти 200 задержаны в Тулаги (тогдашняя столица), где ещё 30 умерли от дизентерии и других проблем. Более того, родственники убитых жителей Соломоновых Островов стремились к духовной мести путём преднамеренного осквернения священных мест и объектов, что, по мнению выживших старейшин, является источником многих сражений, от которых люди пострадали в последнее время, включая эпидемии, распад традиционных моралей и болезнь листьев таро. Культура квайо претерпела значительные изменения, но через несколько лет смогла восстановить свои традиционные обычаи и социальную структуру. Однако у молодых людей больше личной независимости, кровная месть больше не практикуется.